# Chiesa di Santa Giulia (Brescia)
La chiesa di Santa Giulia è una chiesa di Brescia situata in via Piamarta, quasi all'angolo con via dei Musei, all'interno del complesso del monastero di Santa Giulia.

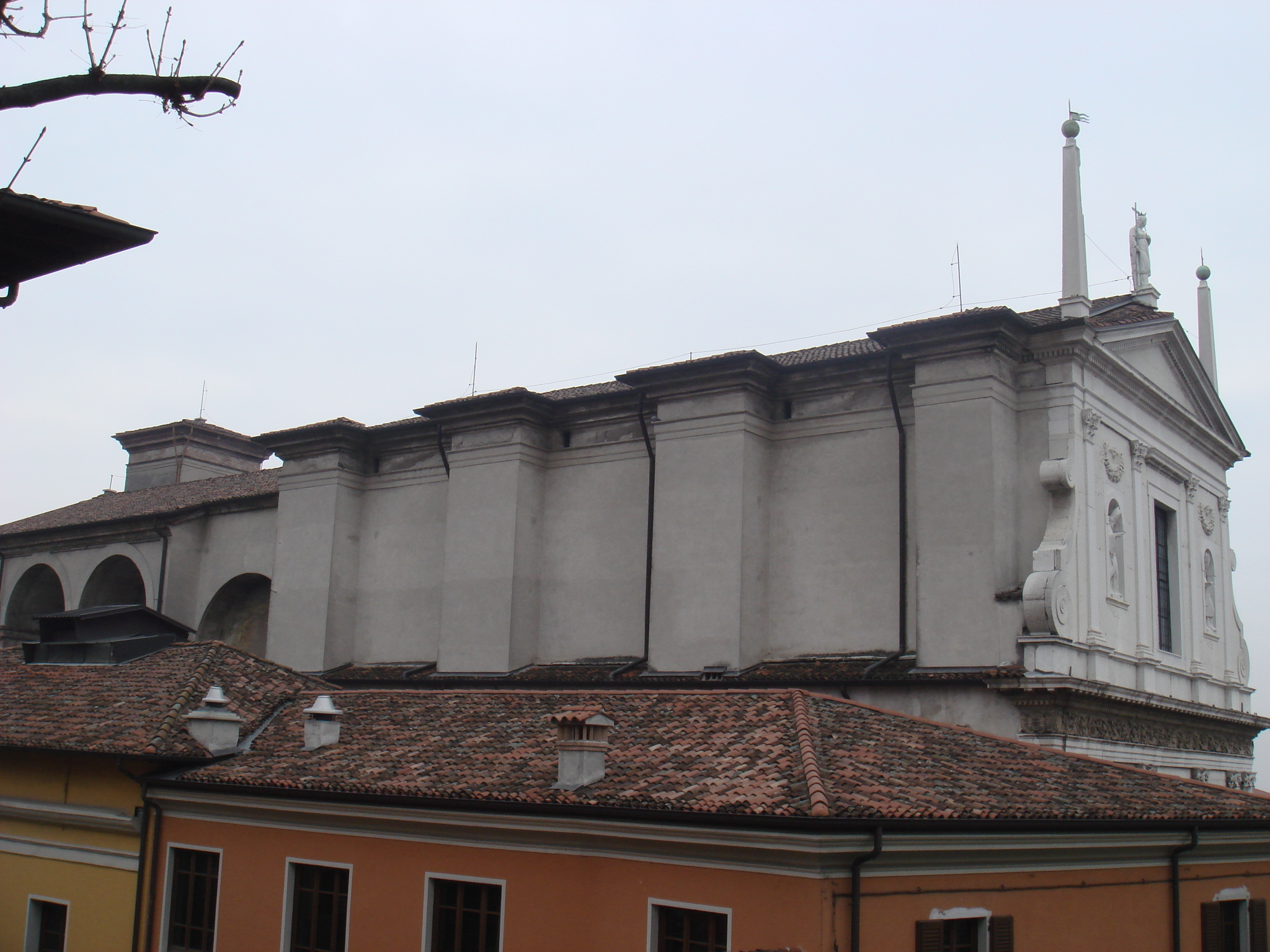
La fiancata nord

Affresco della volta.

Costruita tra il 1593 e il 1599 dall'architetto Giulio Todeschini, completa la successione di edifici religiosi aggiungendosi al coro delle monache e alla chiesa di San Salvatore. Benché annessa al monastero, non rientra nel percorso di visita del Museo di Santa Giulia ed è adibita a sala conferenze.

## Storia

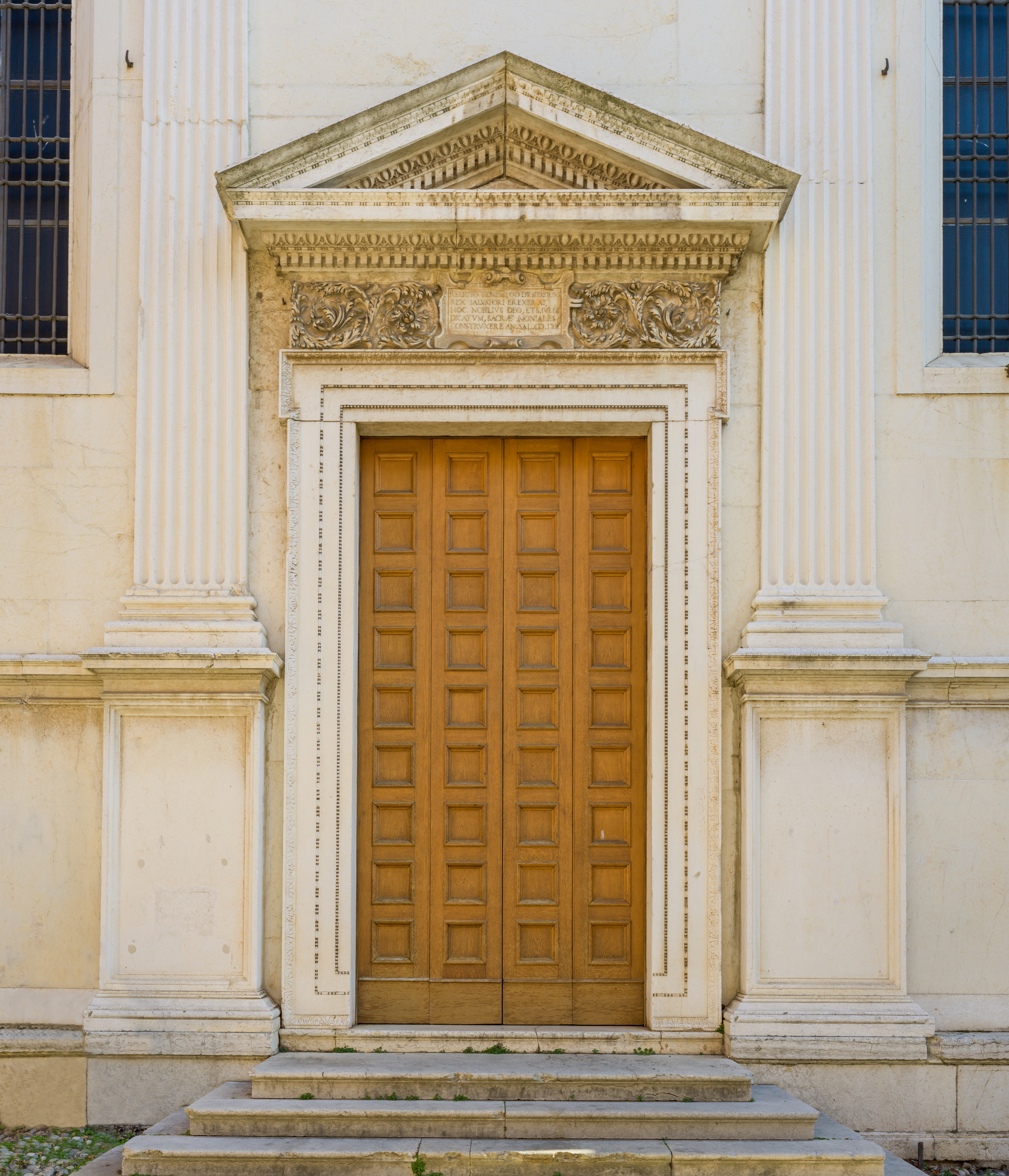
Portale d'ingresso della chiesa.

L'idea di edificare una nuova chiesa principale per il monastero matura alla fine del Cinquecento, dopo la visita apostolica compiuta da san Carlo Borromeo tra il 1580 e il 1581 nel territorio della diocesi di Brescia, durante la quale aveva ovviamente visitato anche il monastero di Santa Giulia. Pur estimando l'antica chiesa di San Salvatore, san Carlo riteneva che penetrasse troppo all'interno del complesso monastico, soprattutto dopo la costruzione del coro delle monache. Nei suoi decreti, san Carlo ordina che venisse sfondato l'abside di San Salvatore, costruendo la nuova chiesa a est dell'antica basilica. La soluzione proposta da san Carlo era comunque moderata, poiché non prevedeva un grande stravolgimento del complesso monastico, a parte la demolizione del porticato e degli edifici annessi al refettorio, oltre che una revisione dell'accesso principale al monastero da parte dei fedeli.
Tali demolizioni, però, non vengono approvate dal Capitolo del monastero che, dovendo comunque far costruire una nuova chiesa, opta per una soluzione più radicale ma di maggior effetto scenico: la nuova chiesa sarebbe stata costruita a ovest del coro delle monache, mantenendo gli accessi principali in questa direzione e costruendo semplicemente sul sagrato davanti al coro, senza operare rilevanti demolizioni. Si realizzava, così, una soluzione architettonicamente molto originale per un complesso monastico, con tre chiese disposte a cannocchiale e su livelli diversi per seguire il pendio del colle Cidneo. Tale soluzione era anche economicamente supportabile, grazie ai prezzi dei prodotti agricoli in generale ascesa.
Il contratto per l'edificazione della chiesa viene stipulato il 16 giugno 1593 con il capomastro Gerolamo Tobanello di San Felice del Benaco e con l'architetto Giulio Todeschini. Dalle disposizioni contrattuali emerge subito la concezione di una nuova chiesa ottenuta come prolungamento del coro delle monache, dal quale vengono tratte anche le proporzioni: il presbiterio con l'altare maggiore è lungo un terzo della lunghezza del coro, mentre il resto della chiesa quattro terzi. Per la tipologia interna, Giulio Todeschini si attiene alle nuove norme architettoniche dettate dal Concilio di Trento che prevedeva, per i complessi femminili, un'unica navata e una netta separazione tra l'area destinata ai fedeli e quella riservata alle monache di clausura.
Per integrare meglio l'antico coro e la nuova chiesa in un unico spazio consacrato, però, Giulio Todeschini opta per una soluzione più studiata, demolendo completamente la facciata del coro per la realizzazione di un grande arcone di sfondo alla chiesa, a sua volta tagliato sulla linea d'imposta dalla prosecuzione della trabeazione a decoro delle pareti. Lo spazio sottostante sarebbe stato chiuso da un semplice tramezzo traforato, mentre quello superiore sarebbe rimasto aperto come un grande finestrone a lunetta aperto sul coro delle monache. Il risultato sarebbe stato una visione unitaria delle volte della chiesa, mentre dai trafori del tramezzo si sarebbe intravista la grande Crocifissione di Floriano Ferramola sulla parete di fondo del coro. Ciò avrebbe anche permesso di ottimizzare la fusione tra clausura e mondo esterno durante la messa grazie alla grande lunetta superiore, attraverso la quale si sarebbero uditi i canti delle monache, pur mantenendo nettamente divisi i due ambienti e senza ridurre il coro delle monache a semplice presbiterio della nuova chiesa.
Il cantiere termina all'inizio del 1599 dopo un grande impulso ai lavori dato dalla badessa Livia Sagramosa. Il 17 dicembre dell'anno successivo viene effettuata la traslazione delle reliquie di santa Giulia. La costruzione della nuova chiesa per il monastero dovette rappresentare un evento di vasta eco: nel 1601, papa Clemente VIII concede l'indulgenza per cinque anni a chi era presente nella chiesa il giorno della traslazione delle reliquie. L'altare maggiore viene costruito nella bottega dei Carra in due momenti diversi, comunque concluso entro il 1622. La commissione per la pala dell'altare viene affidata a Giulio Cesare Procaccini, che dipinge una Trasfigurazione di Cristo. La consacrazione dell'edificio religioso avviene finalmente nel 1685 per mano del vescovo Bartolomeo Gradenigo, anche se è fatto dubbio poiché supportato solamente da una lapide scoperta alla fine del Novecento del chiostro a lato della chiesa, mentre nella documentazione dell'Archivio Vescovile non esiste traccia dell'importante cerimonia.
La chiesa assolve i suoi compiti fino alla soppressione del monastero avvenuta nel 1797. Entro il 1804 viene abbattuto il muro divisorio finestrato dietro l'altare maggiore e pure quest'ultimo viene rimosso, assieme a tutti gli altari laterali e alle loro opere, spogliando la chiesa di qualsiasi arredo sacro. Alla fine dell'Ottocento, nella chiesa e nel retrostante coro, ormai messi in comunicazione, viene aperto il Museo dell'Era Cristiana o Museo Cristiano. Con l'apertura del Museo di Santa Giulia nel 1998, la chiesa viene adibita a sala conferenze e lasciata all'esterno del percorso espositivo.

## Architettura

La facciata della chiesa è in marmo di Botticino, decorata da un doppio ordine di lesene di ordine corinzio, divisi da un ricco fregio marmoreo e connessi ai fianchi da volute. L'ordine inferiore inquadra il portale d'ingresso e due finestroni laterali, mentre l'ordine superiore incornicia il finestrone centrale e due nicchie contenenti le statue di san Biagio e san Benedetto. Come coronamento è posto un frontone triangolare decorato al vertice con una statua di santa Giulia e, alle estremità, da due obelischi.
All'interno, la chiesa presenta una spaziosa navata unica coperta con volta a botte costolonata. Le pareti sono decorate da un motivo unitario di lesene binate, identiche a quelle esterne, sorreggenti una ricca trabeazione sulla quale si imposta la volta. Sulla parete di fondo è visibile la soluzione divisoria di Giulio Todeschini, con un inusuale doppio arcone sovrapposto. L'arco inferiore, in origine, era chiuso da un muro divisorio, demolito entro il 1804.

## Opere
Nella chiesa non rimane alcun arredo sacro o decorazione. Gli affreschi che originariamente ricoprivano ogni superficie sono quasi tutti scomparsi e ne rimangono poche tracce sulle pareti delle cappelle laterali e sulla volta. Scomparsi anche tutti gli altari laterali, molti dei quali sono ancora visibili in altre chiese cittadine e della provincia poiché acquistati al tempo, mentre altri sono andati perduti. Ugualmente, tutti i dipinti e le sculture agli altari sono andati dispersi o perduti.
L'unico pezzo d'arte oggi presente nella chiesa è il portale del duomo di Chiari, opera del 1513 di Gasparo da Coirano, smontato dalla sede originale nel 1846 e rimontato sulla controfacciata della chiesa di Santa Giulia nel 1882.

## Affreschi

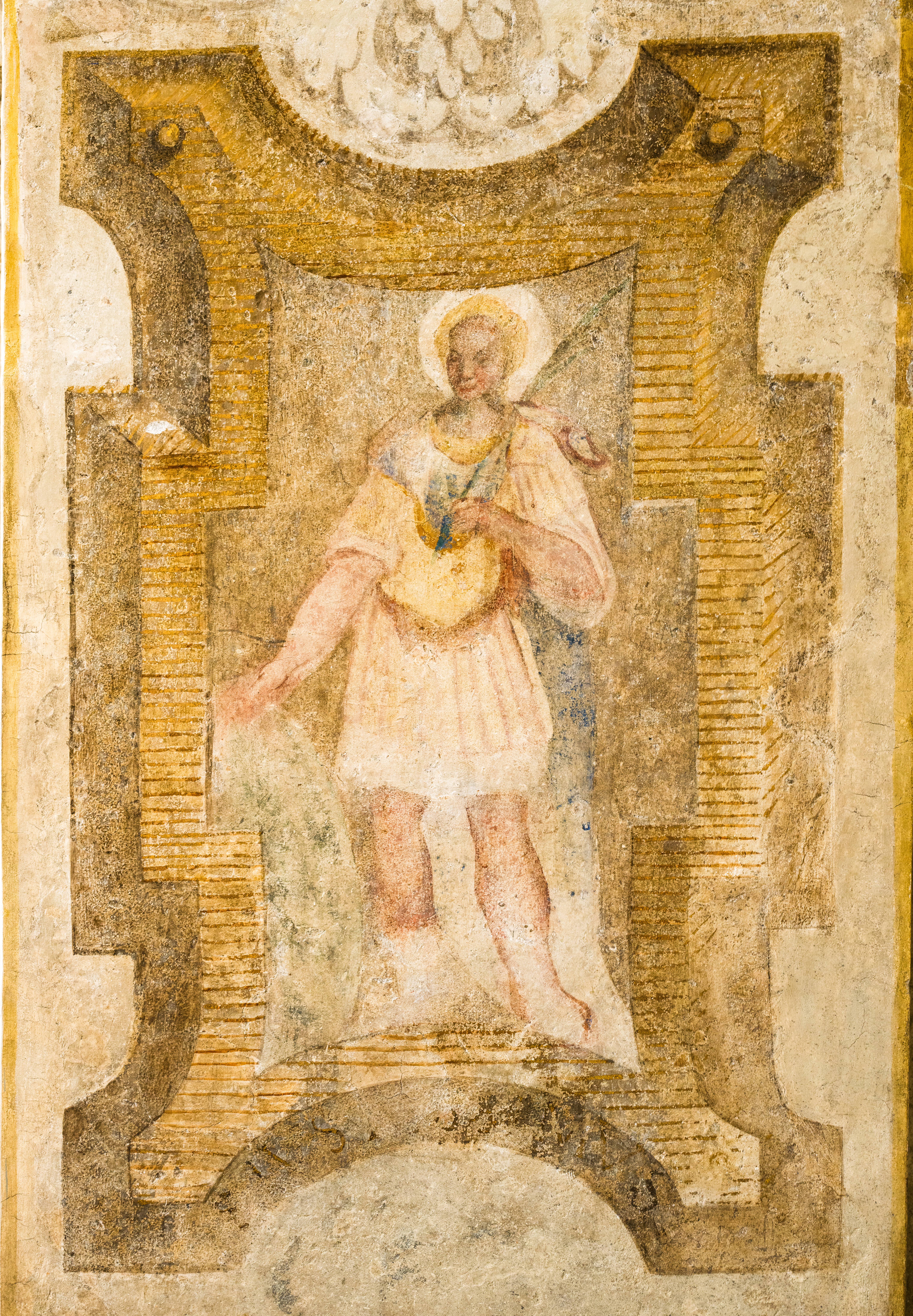
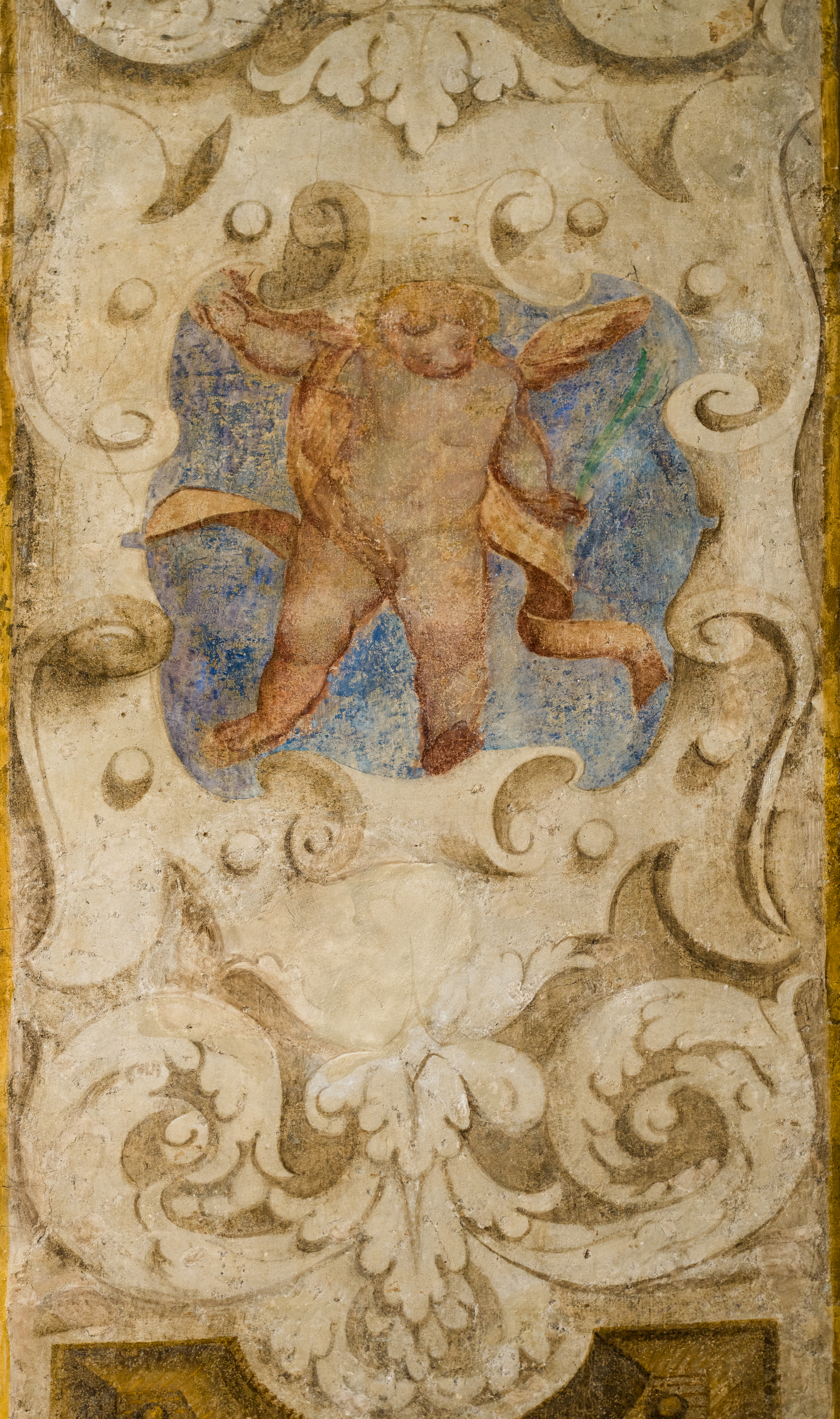
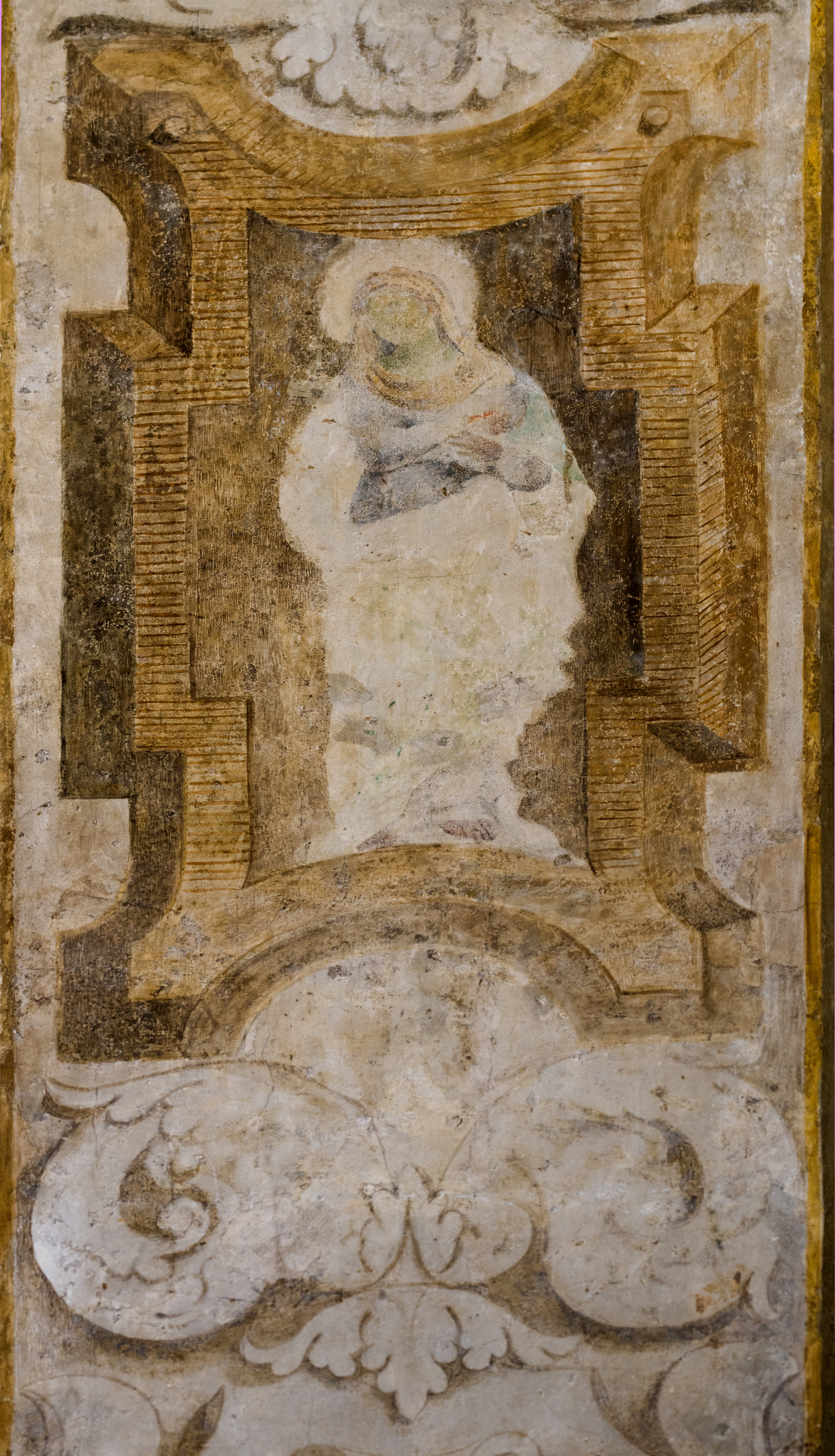